# Andrés Rodríguez
Andrés Rodríguez Pedotti GCMM (San Salvador, 19 de junho de 1923 — Nova Iorque, 21 de abril de 1997) foi um político e general paraguaio, sendo o presidente interino e depois o 43° presidente do Paraguai de 3 de fevereiro de 1989 a 15 de agosto de 1993.

## Carreira militar e política
Andrés Rodríguez era filho de um ferreiro espanhol, membro do Partido Liberal e de uma camponesa italiana. Em 1942, ingressou na Escola Militar de Assunção,  onde obteve importantes lugares, sendo segundo-tenente em 1946 e coronel em 1964, tornando-se general de exército em 1970. Era solidário com o setor "tradicionalista" da Associação Nacional Republicana, o Partido Colorado (a quem pedia assumir a administração quando realizou o golpe de estado), sendo o segundo homem forte no país depois de seu sogro, o ditador Alfredo Stroessner, fazendo também parte de seu círculo íntimo e de seu homem de confiança.
Ele foi investigado pelos Estados Unidos por suspeito de tráfico de drogas, o que lhe causou desconfiança naquele país por um longo tempo. Em vez de se dedicar aos seus negócios privados, ele possuía várias empresas no Paraguai, incluindo uma agência de câmbio.

## Golpe de Estado contra Stroessner
Para a surpresa de muitos, nas primeiras horas da sexta-feira, 3 de fevereiro de 1989, Rodríguez derrubou o ditador Stroessner, que governava o Paraguai por 35 anos, por meio de um golpe de estado. Ele assumiu o governo provisório, obtendo o apoio imediato da Igreja Católica, setores populares opostos ao regime de Stroessner, e o governo dos Estados Unidos, que anteriormente apoiava o regime de Stroessner porque considerava ser seu aliado devido à sua atitude anticomunista. Ele convocou o governo aos membros do setor "tradicionalista" do Partido Colorado, que acabavam de ser irradiados dele em uma assembleia fraudulenta e a representantes de partidos da oposição.
Rodríguez aboliu a pena de morte, retirou a lei marcial que governava por mais de 30 anos sem interrupção, legalizou os partidos da oposição e prendeu Stroessner (e alguns membros de seu governo), embora alguns dias depois, com a convicção de que seria mais problemático para tê-lo no Paraguai do que era, o enviou para um exílio confortável em Brasília, capital do Brasil.
Algumas semanas após o golpe, o ex-ministro do Interior Edgar Ynsfrán Doldán, um ex-aliado dos Stroessner que mais tarde ficou do lado de Rodríguez, disse que Andrés Rodríguez começou a planejar o golpe no final de dezembro de 1988.
Para a surpresa de todos os setores políticos e sociais, incluindo seu próprio partido, que o associou ao seu sogro e parceiro comercial (o ditador deposto) e achou que era apenas uma mudança de mão, Rodríguez governou alguns meses com mão de ferro, apenas para cumprir sua promessa de convocar eleições (uma promessa que ninguém pensou que ele cumprisse). Menos de três meses após o golpe, ele convocou eleições gerais pluralistas na segunda-feira, 1º de maio de 1989. Nelas, realizou-se com liberdade e respeito e com a participação de todos os partidos já legalizados do Partido Colorado, que o nomeou candidato, Ele venceu por 74,3% dos votos, após 35 anos de eleições na época de Stroessner, que regularmente obtinham mais de 95% dos votos.

## Presidente (1989-1993)
Apesar de seu treinamento militar e sua reconhecida falta de experiência em política, economia e governo, durante seu governo constitucional houve uma verdadeira democratização, ausência de perseguição política e aplicação de ideias neoliberais. Teve a colaboração de tecnocratas como o Dr. Eladio Loizaga, que chefiou o chefe de gabinete da Presidência da República.  Internacionalmente, foi a força matriz do Mercosul, juntamente com a Argentina, Brasil e Uruguai, incluindo o Paraguai. Durante o seu governo, a economia em 1989 cresceu 6,9% do PIB, mas em 1992, o crescimento chegou a ser de apenas 1,7%. Porém, no ano seguinte, o crescimento voltou a subir para 4,9%. Da mesma forma, um processo de privatização de empresas estatais começou a resolver a crise econômica desencadeada na década de 1980. No entanto, não alcançou o objetivo de estabilizar a economia, deixando por resolver uma série de problemas subjacentes que surgiram sob a período seguinte, na forma de uma crise bancária que levou ao fechamento de metade dos bancos e instituições financeiras do país.
Na primeira semana de governo no cargo, o exército foi expurgado dos partidários de Stroessner, e os comandantes das seis divisões do exército rebelde foram promovidos para substituí-los. Em maio de 1992, Rodríguez foi condecorado pelo presidente brasileiro Fernando Collor com a Ordem do Mérito Militar em seu mais alto grau, a Grã-Cruz especial.
Em 20 de junho de 1992, começou a Assembleia, que finalmente promulgou uma nova constituição paraguaia, que substituiu a constituição promulgada em 25 de agosto de 1967, projetada por Stroessner. Rodríguez acompanhou de perto seu desenvolvimento e, em muitas ocasiões, contra seus próprios delegados do partido, pressionou por artigos especialmente democráticos, como a eleição dos candidatos à presidência do partido nas eleições primárias internas, que foram eleitas anteriormente nas assembleias onde os delegados eram frequentemente comprados. Em 1993, ele foi sucedido por um membro de seu mesmo partido, o engenheiro Juan Carlos Wasmosy Monti, que foi o primeiro presidente civil em mais de cinquenta anos e que ocupava uma pasta ministerial durante seu governo.

## Últimos anos e morte
Como ex-presidente, tornou-se senador vitalício, cargo que nunca ocupou efetivamente, além de recusar-se a continuar como líder político de seu partido, apesar de se aposentar do poder com alto índice de popularidade e aceitação. Em 21 de abril de 1997, Andrés Rodríguez morreu de câncer de fígado no Methodist Hospital em Nova York, nos Estados Unidos.